# Apocephalus anacurvus
Apocephalus anacurvus är en tvåvingeart som beskrevs av Brown 2002. Apocephalus anacurvus ingår i släktet Apocephalus och familjen puckelflugor. Inga underarter finns listade i Catalogue of Life.